# 리처드 헬

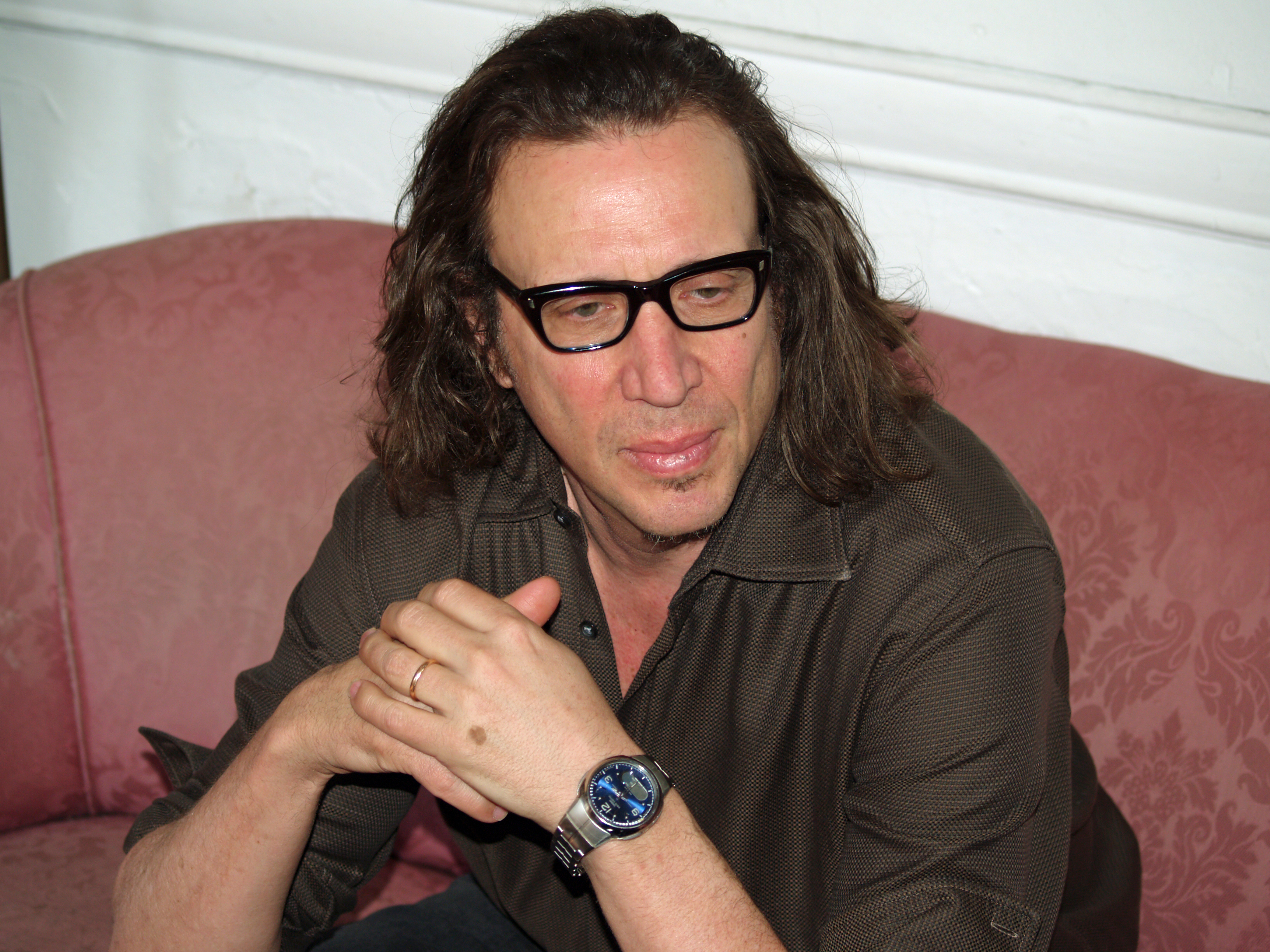

리처드 헬(Richard Hell, 1949년 10월 2일 ~ )는 미국의 가수, 작곡가 겸 작사가, 작곡가, 작가, 배우, 소설가, 영화배우, 디자이너이다.
렉싱턴에서 태어났다.